# De eindafrekening 2011
De eindafrekening 2011 is de lijst van nummers die het tijdens het jaar 2011 het best hebben gedaan in de Afrekening, de wekelijkse lijst van Studio Brussel. De eindafrekening 2011 werd op zaterdag 17 december 2011 gepresenteerd door An Lemmens en was te horen bij Studio Brussel. Opvallend zijn de 4 noteringen voor Triggerfinger (waarvan 3 in de top 10) en de 3 noteringen van Foo Fighters (waarvan 2 in de top 3). Traditiegetrouw zijn de meeste platen van Belgische makelij, 24 dit keer. Het Verenigd Koninkrijk en de Verenigde Staten hebben elk 7 noteringen en Frankrijk en Denemarken elk 1. Het is de eerste keer in 6 jaar dat een niet-Belgisch nummer op de eerste plaats staat.
| Nummer | Artiest              | Titel                                      |
| ------ | -------------------- | ------------------------------------------ |
| 1      | Foo Fighters         | Walk                                       |
| 2      | Triggerfinger        | All this dancin around                     |
| 3      | Foo Fighters         | Rope                                       |
| 4      | dEUS                 | Constant now                               |
| 5      | Triggerfinger        | Love lost in love                          |
| 6      | School is Cool       | In want of something                       |
| 7      | Triggerfinger        | Let it ride                                |
| 8      | Intergalactic Lovers | Delay                                      |
| 9      | Gotye                | Somebody that I used to know               |
| 10     | Das Pop              | The Game                                   |
| 11     | Arctic Monkeys       | Don't sit down cause I've moved your chair |
| 12     | Intergalactic lovers | She wolf                                   |
| 13     | School is Cool       | The world is gonna end tonight             |
| 14     | Selah Sue            | This World                                 |
| 15     | White Lies           | Bigger than us                             |
| 16     | SX                   | Black video                                |
| 17     | Black Box Revelation | Rattle my heart                            |
| 18     | Kings of leon        | Pyro                                       |
| 19     | Arsenal              | Melvin                                     |
| 20     | Coldplay             | Paradise                                   |
| 21     | Marble Sounds        | Sky high                                   |
| 22     | Black Box Revelation | My Perception                              |
| 23     | Teddiedrum           | Odd lovers                                 |
| 24     | Channel Zero         | Hot summer                                 |
| 25     | Agnes Obel           | Riverside                                  |
| 26     | Customs              | Harlequins                                 |
| 27     | The Subs             | The face of the planet                     |
| 28     | Elbow                | Lippy Kids (live @rock werchter)           |
| 29     | M83                  | Midnight city                              |
| 30     | Kasabian             | Days are forgotten                         |
| 31     | Das Pop              | Skip the rope                              |
| 32     | Adele                | Rolling in the deep                        |
| 33     | Lana Del Rey         | Video games                                |
| 34     | Arctic Monkeys       | The hellcat spangled sha la la             |
| 35     | Foo Fighters         | These days                                 |
| 36     | Goose                | Synrise                                    |
| 37     | Teddiedrum           | Miami                                      |
| 38     | The National         | Terrible love                              |
| 39     | Triggerfinger        | It hasn't gone away                        |
| 40     | R.E.M.               | Überlin                                    |

1985 · 1986 · 1987 · 1988 · 1989 · 1990 · 1991 · 1992 · 1993 · 1994 · 1995 · 1996 · 1997 · 1998 · 1999 · 2000 · 2001 · 2002 · 2003 · 2004 · 2005 · 2006 · 2007 · 2008 · 2009 · 2010 · 2011 · 2012 · 2013 · 2014